# Olé (videogioco)
Olé, scritto anche Olé!, Ole, Ole!, è un videogioco sulla corrida, pubblicato nel 1985 per Amstrad CPC, Commodore 64 e MSX dall'editrice francese Vifi International. Le versioni Amstrad e Commodore vennero pubblicate anche dalla Firebird nella linea economica Silver, utilizzando il titolo Raging Beast sulle confezioni, ma mantenendo Olé a video, mentre la versione MSX venne pubblicata anche dalla Bug-Byte. Il gioco ha un tono umoristico, senza spargimenti di sangue.

## Modalità di gioco
Il giocatore controlla il torero in una visuale fissa in prospettiva sull'arena, solo contro il toro. Il personaggio si muove nelle 8 direzioni, accelerando il passo a tre velocità, ma si stanca se corre a lungo. Può sventolare il drappo rosso per attirare il toro e sollevarlo al suo arrivo per effettuare un passaggio. Può inoltre saltare e raccogliere o posare il drappo rosso o la fascia. L'obiettivo è accumulare punti con i passaggi del toro, senza essere colpiti, finché dagli spalti viene lanciata sull'arena una fascia circolare, che va presa e infilata sulle corna del toro per completare il livello.
Se invece il toro colpisce il torero incornando o scalciando lo scaraventa in aria, e quando ricade a terra, se non si rialza in tempo, il toro lo può schiacciare camminandoci o perfino sedendocisi sopra. A questo punto il torero viene portato via dai barellieri (da un'ambulanza su MSX) e la partita finisce. Quando il torero viene lanciato in aria è occasionalmente possibile che ricada sul dorso del toro, così da poterlo cavalcare come in un rodeo, guadagnando punti bonus finché resiste.
Su Commodore 64 i punteggi vengono mostrati su uno striscione trainato da un aereo che passa sopra l'arena.